# Plugowate
Plugowate (Aphodiinae) – podrodzina chrząszczy w obrębie rodziny poświętnikowatych (Scarabaeidae).

## Nazwa polska
Polską nazwę plugowate zaproponował w 1996 Marek Bunalski w związku z podnoszeniem przez niektórych autorów tej podrodziny do rangi rodziny Aphodiidae. Nazwa pochodzi od polskiej nazwy rodzaju typowego Aphodius, czyli plug.

## Morfologia
Chrząszcze długości od 2 do 15 milimetrów. Sylwetka wydłużona. Większość gatunków o nagiej
lub tylko częściowo owłosionej górnej powierzchni ciała, spód ciała owłosiony częściowo
i błyszczący. Pokrywy w pełni zakrywające odwłok, zawsze z 7-10 rzędami i międzyrzędami. Narządy gębowe zakryte nadustkiem, umieszczone na dolnej stronie głowy. Czułki dziewięcioczłonowe z trójczłonową, matową buławką.

## Występowanie
Bardzo bogata w gatunki podrodzina. Jej przedstawiciele obecni są we wszystkich rejonach zoogeograficznych świata i zasiedlają obszary od stref tropikalnych po daleką północ. W Ameryce Północnej stwierdzono 350 gatunków z tej podrodziny. W Europie, w tym w Polsce, reprezentowana jest przez dwa plemiona - Aphodiini i Psammobiini.

## Pożywienie
Jej przedstawiciele często, choć nie zawsze, żywią się w odchodach zwierzęcych. Zanotowano jednak, że mogą pożywiać się też na kwiatach, gnijącej roślinności i korzeniach.

## Rozmnażanie
Owady te wybrały strategię na ilość. Składają liczne jaja umieszczając je, w zależności od cyklu życiowego danego gatunku, w odchodach zwierząt, rzadziej w szczątkach roślinnych lub w gniazdach gryzoni czy mrówek. Nie tworzą komór lęgowych ani gniazd. Przeobrażenie larw następuje bezpośrednio w substracie pokarmowym lub w górnej powierzchni gleby.

## Systematyka
Współcześnie dzieli się plugowate następująco:
- plemię: Aphodiini Leach, 1815
  - podplemię: Aphodiina Leach, 1815
  - podplemię: Didactyliina Pittino, 1985
  - podplemię: Proctophanina Stebnicka et Howden, 1995
- plemię: Corythoderini Schmidt, 1910
- plemię: Eupariini Schmidt, 1910
- plemię: Odontolochini Stebnicka et Howden, 1996
- plemię: Odochilini Rakovič, 1987
- plemię: Psammodiini Mulsant, 1842
  - podplemię: Phycocina Landin, 1960
  - podplemię: Psammodiina Mulsant, 1842
  - podplemię: Rhyssemina Pittino et Mariani, 1986
- plemię: Rhyparini Schmidt, 1910
- plemię: Stereomerini Howden et Storey, 1992
- plemię: Termitoderini Tangelder et Krikken, 1982

Wybitną specjalistką w zakresie systematyki tej podrodziny chrząszczy była polska entomolog Zdzisława Stebnicka (1932-2012), autorka 4-tomowej monografii plugowatych świata.

## Galeria

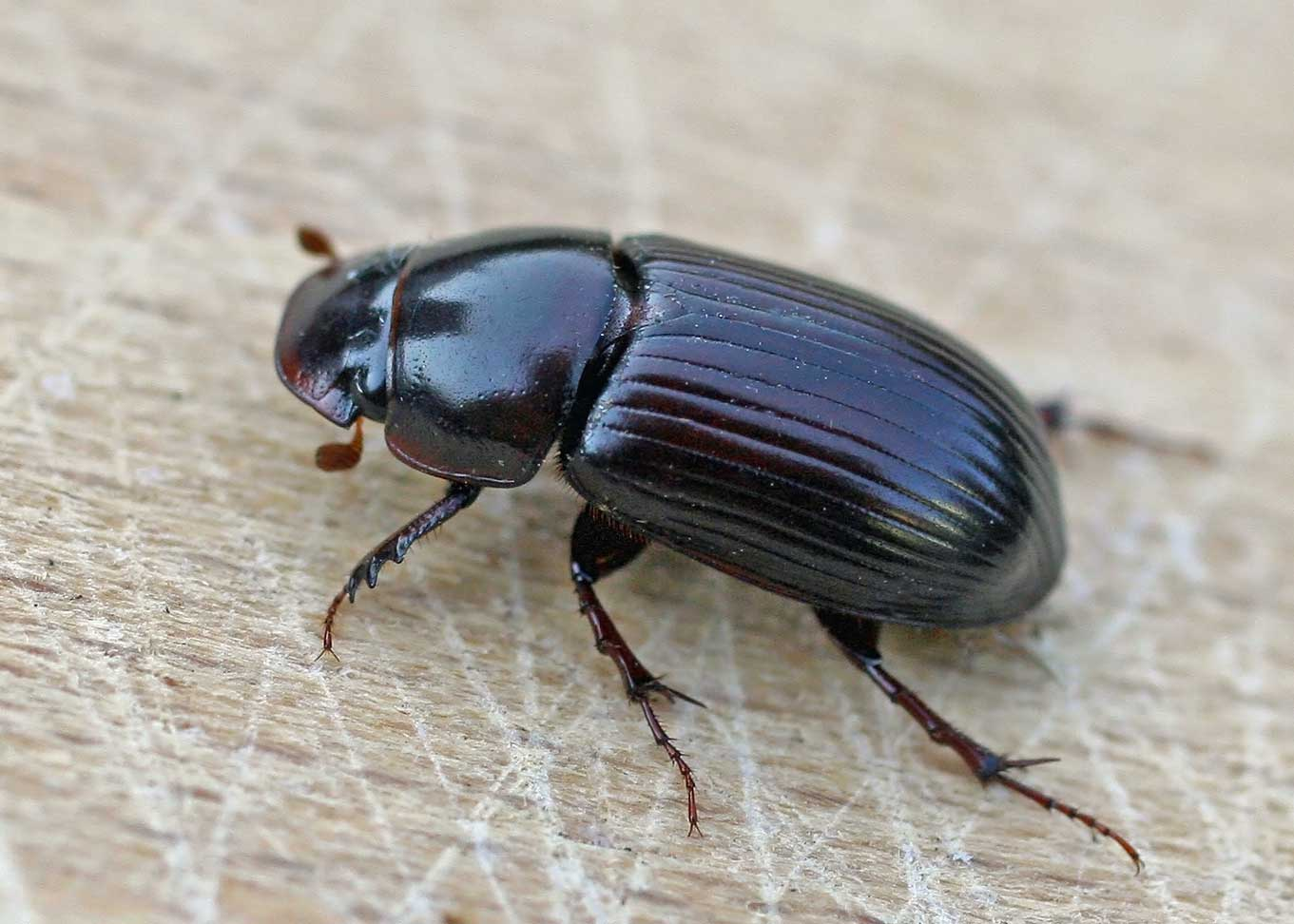
Aphodius rufipes
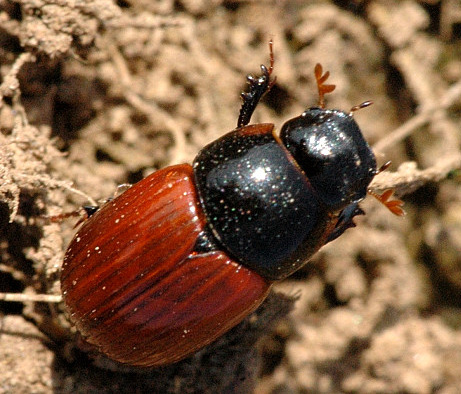
Aphodius fimetarius
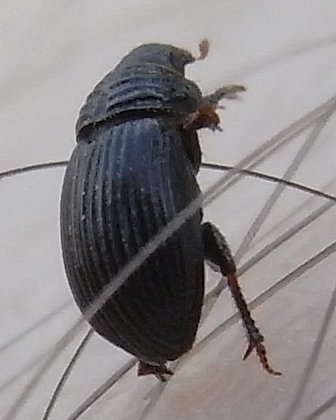
Psammodius asper